# Рождествено (городской округ Кашира)
Рождествено — деревня в городском округе Кашира Московской области.

## География
Находится в южной части Московской области на расстоянии приблизительно 12 км на юго-восток по прямой от железнодорожной станции Кашира.

## История
Основана в 1511 году как слобода Белопесоцкого монастыря. В середине XVI века в слободе строится церковь Рождества Пресвятой Богородицы, и после чего деревня стала именоваться селом Рождественское, позднее Рождествено. В 1764 году село стало казенным. В 1768 году была построена Николаевская церковь. До 2015 года входила в состав сельского поселения Домнинского Каширского района.

## Население
Постоянное население составляло 41 человек в 2002 году (русские 85 %), 26 в 2010.